# Miroslav Soukup
Miroslav Soukup (ur. 15 listopada 1965 w Prachaticach) – czeski piłkarz grający na pozycji pomocnika. Po zakończeniu kariery piłkarskiej został trenerem.

## Kariera trenerska
Swoją karierę trenerską Soukup rozpoczął jako grający trener w FC Salzweg i Tatran Prachatice. Następnie pracowął jako asystent w 1. FC Brno.
W kolejnych latach Soukup prowadził młodzieżowe reprezentacje Czech: U-18, U-19, U-20 i U-21. Z kadrą U-19 zajął 3.-4. miejsce na Mistrzostwach Europy U-19 2006. Kadrę U-20 doprowadził do 3. miejsca na Mistrzostwach Świata U-20 2007. W latach 2008–2009 prowadził reprezentację Egiptu U-20.
W latach 2010–2012 Soukup był trenerem 1. FC Slovácko, a w latach 2014-2016 - Dynama Czeskie Budziejowice. W latach 2014–2016 był selekcjonerem reprezentację Jemenu. W latach 2016–2019 pracował jako selekcjoner reprezentacji Bahrajnu. Awansował z nim na Puchar Azji 2019.